# سانتا کلارا (کوبا)
سانتا کلارا شهری است در میانهٔ کوبا که در سال ۱۶۸۹ بنیان‌گذاری شد.
در سال ۱۹۹۷، جسد ارنستو چه گوارا را به آنجا آوردند و مورد استقبال هزاران نفر از مردم کوبا قرار گرفت. این شهر ۲۲۰٬۰۰۰ نفر جمعیت داشته و پنجمین شهر پرجمعیت کوبا است.

## نگارخانه

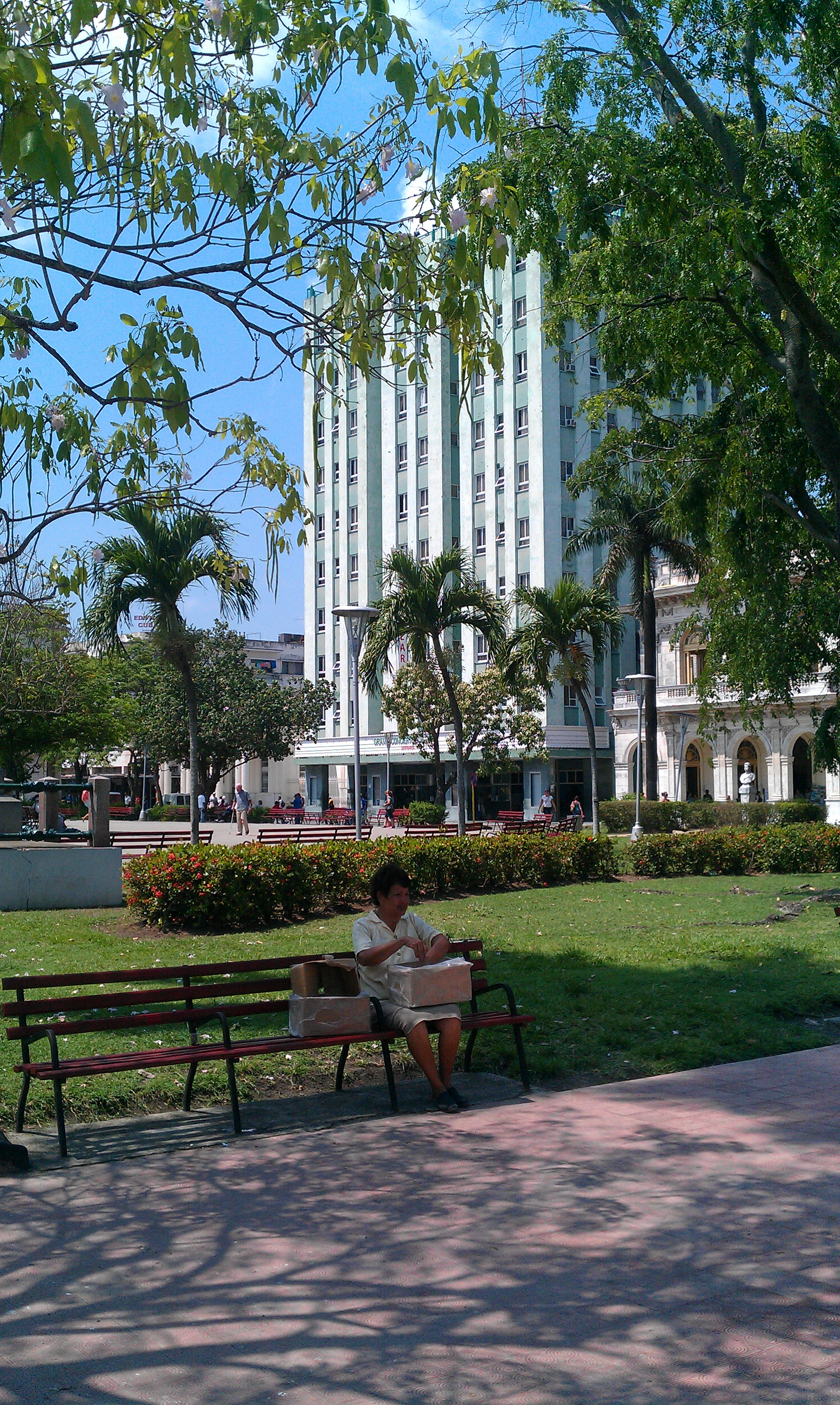
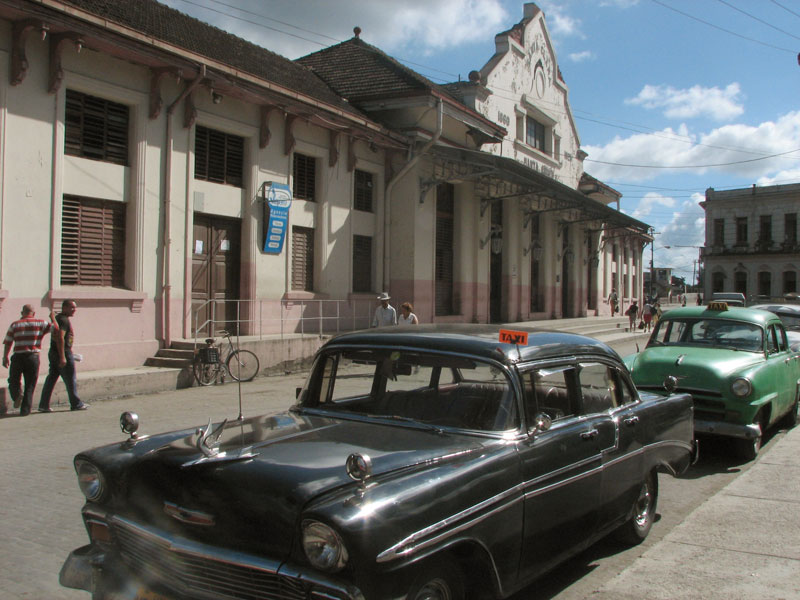
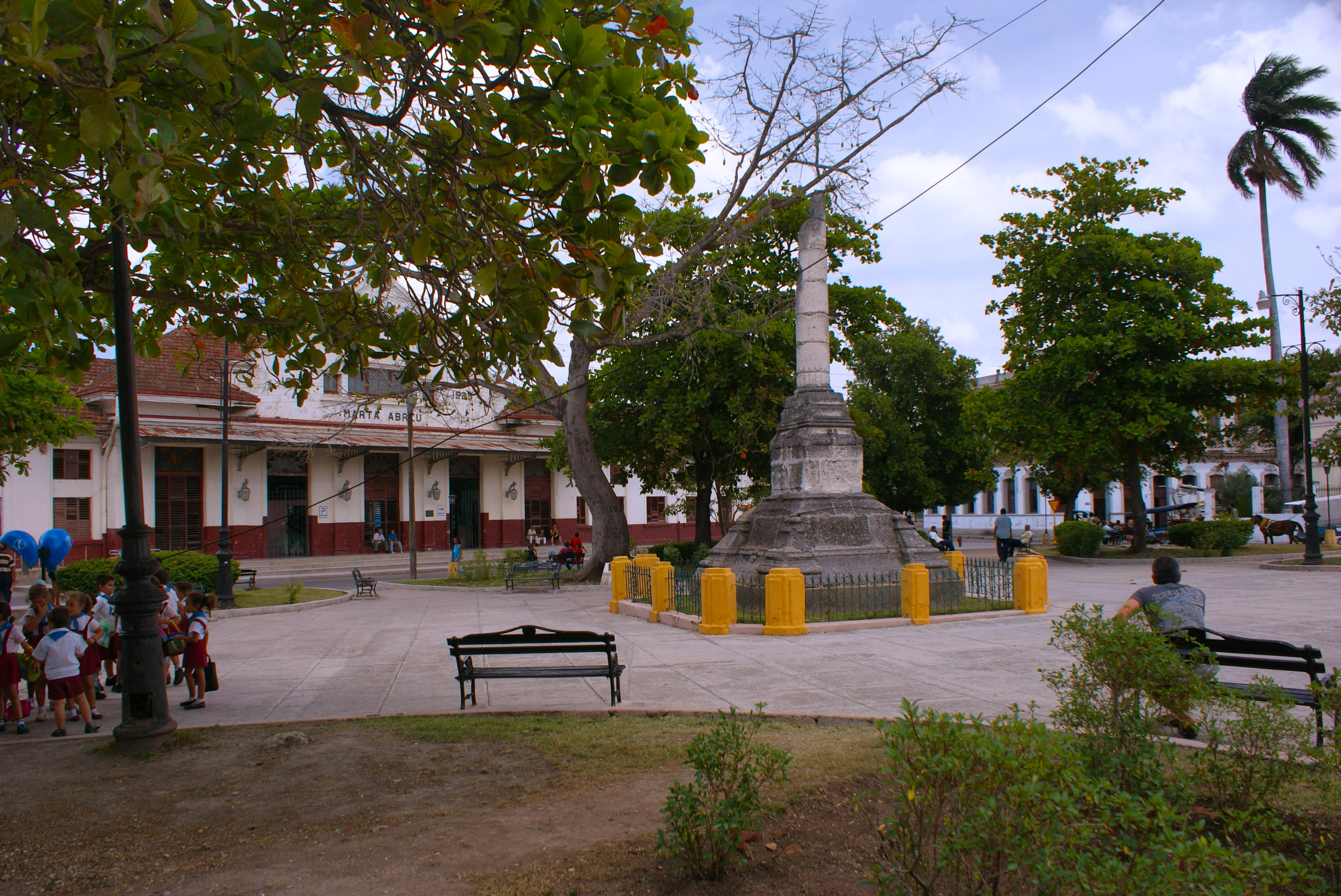
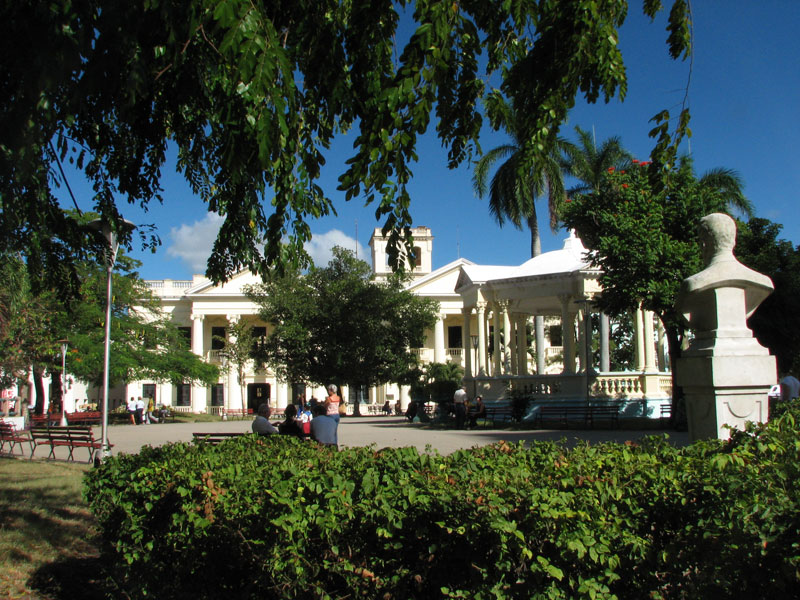
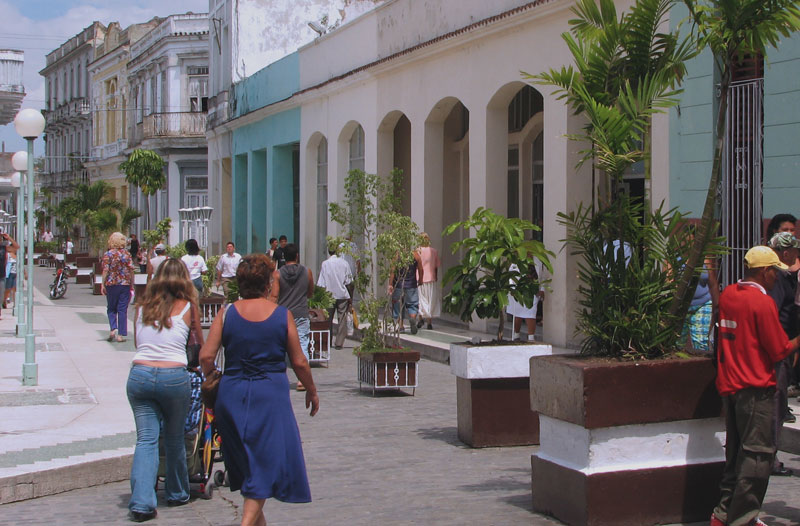
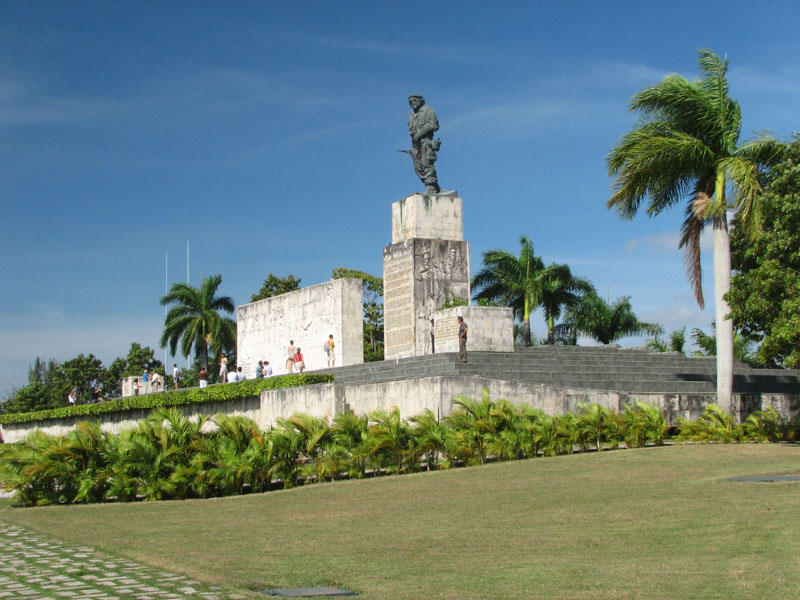
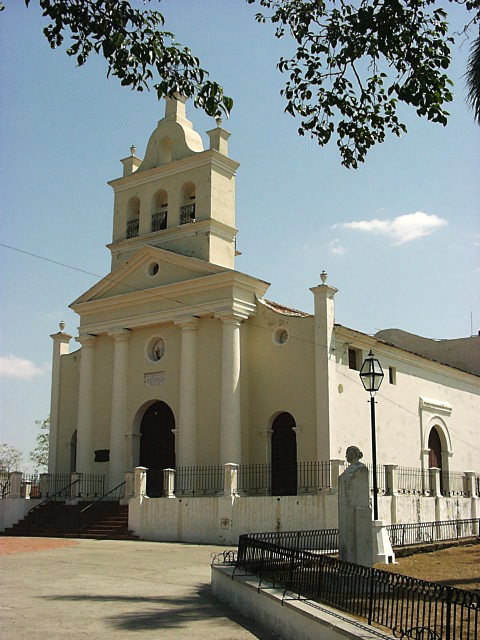
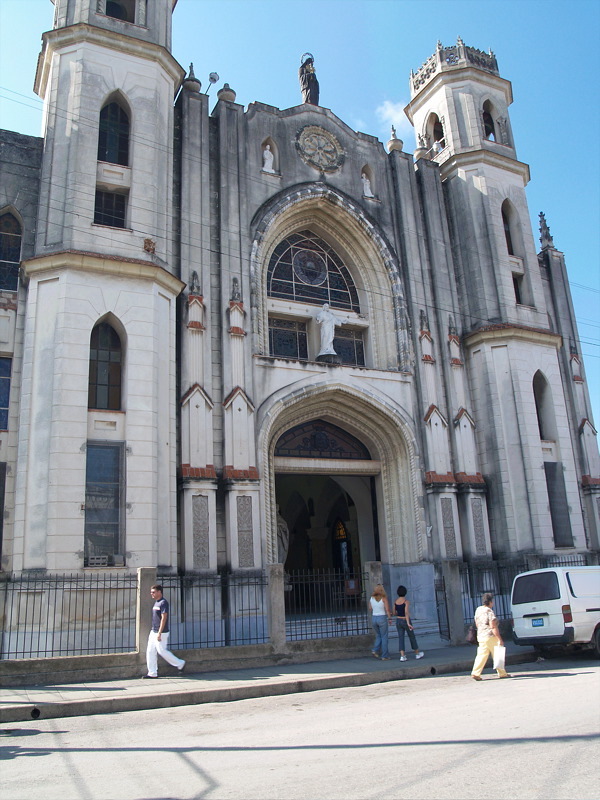
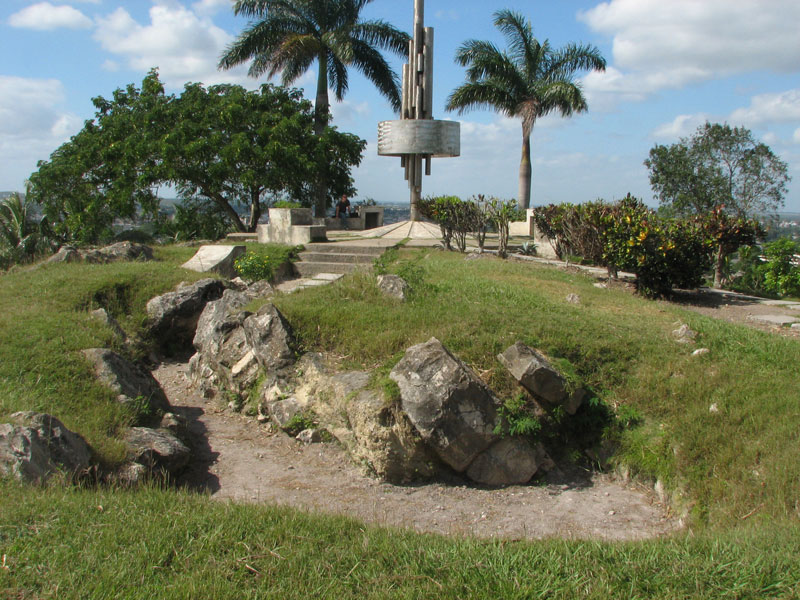
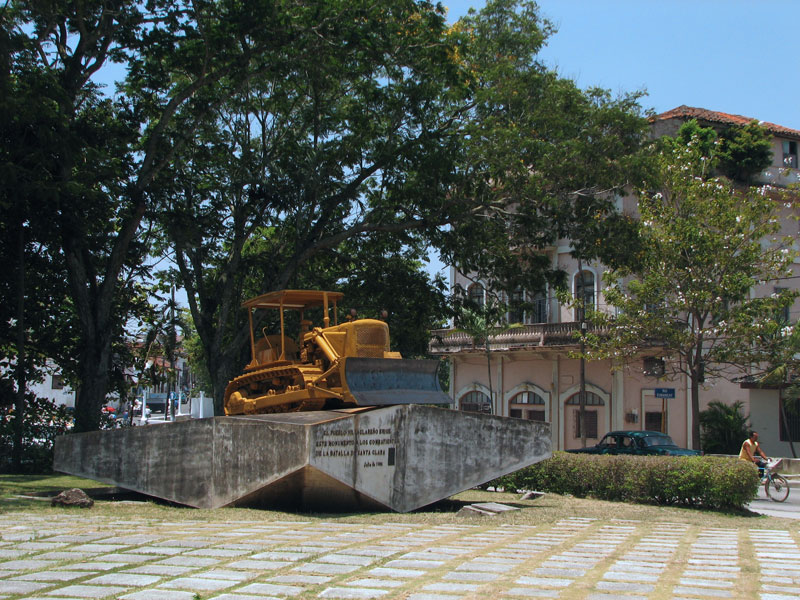
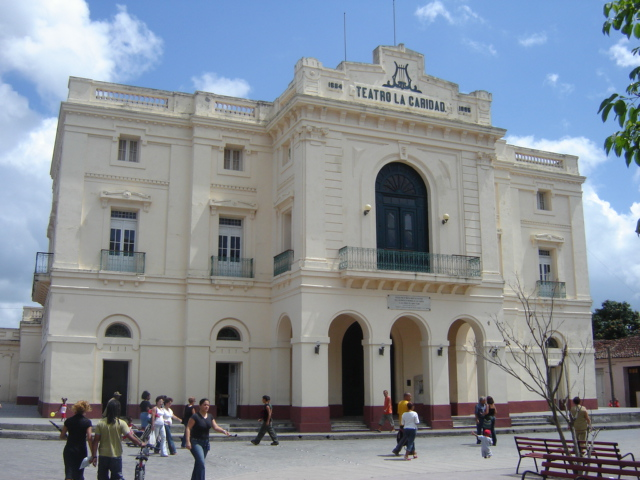
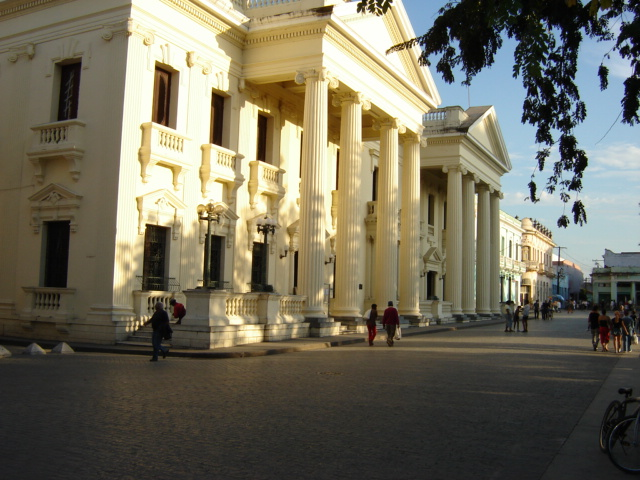
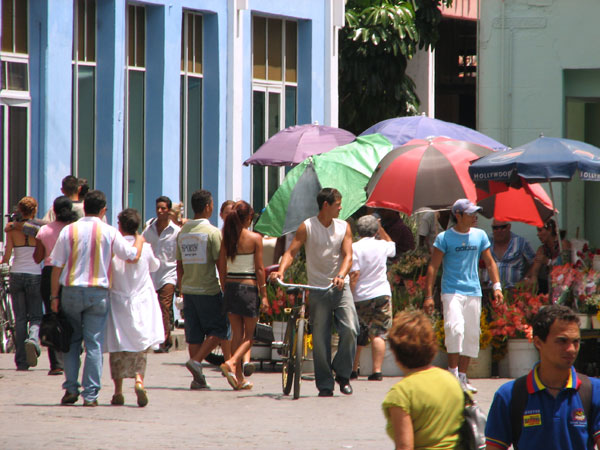
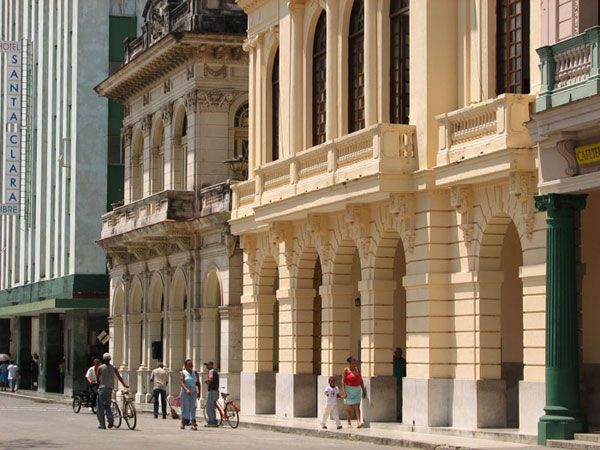
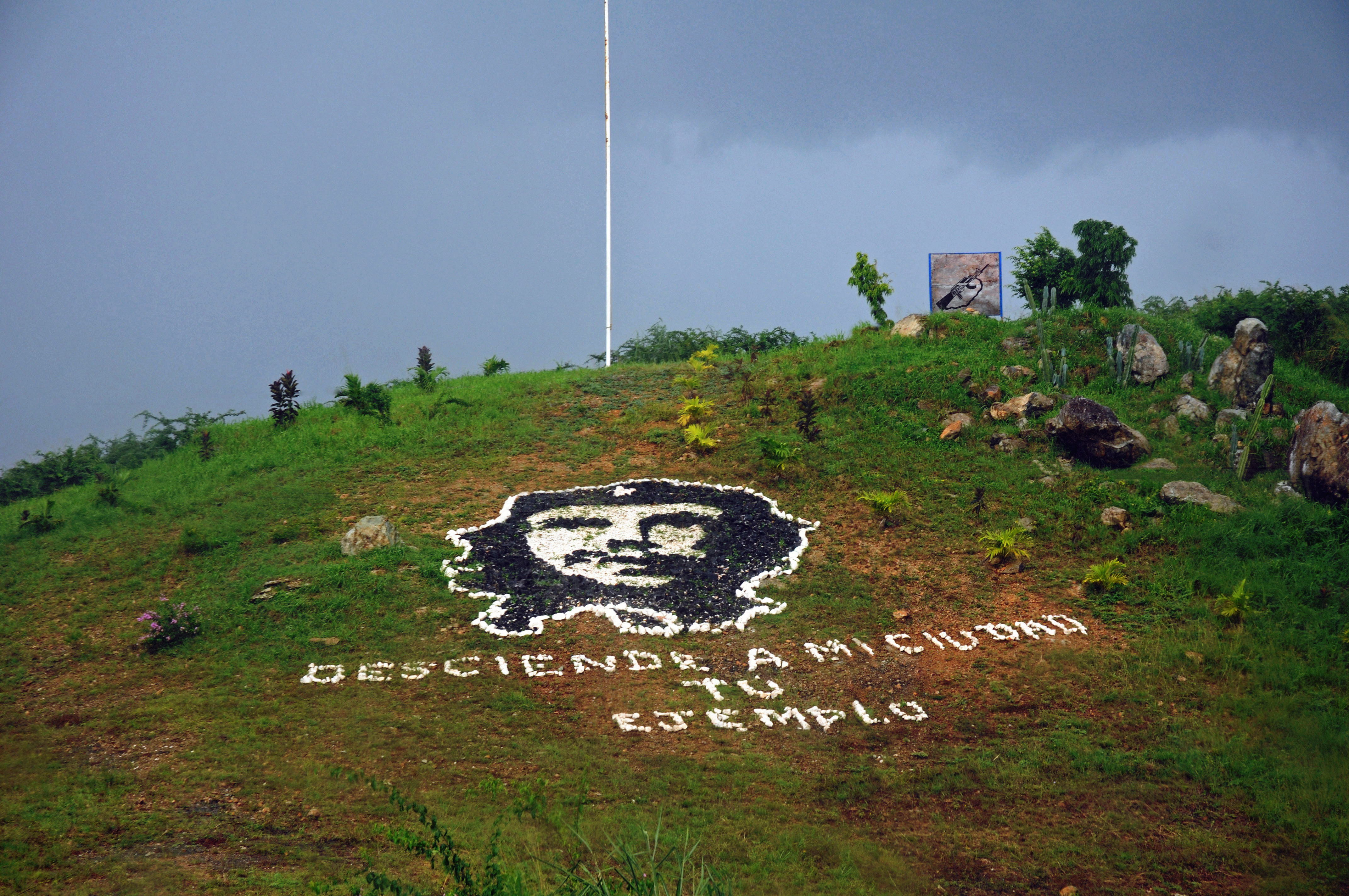